# Dobreanî, Mîkolaiiv
Dobreanî (în ucraineană Добряни) este un sat în comuna Ternopillea din raionul Mîkolaiiv, regiunea Liov, Ucraina.

## Demografie
Componența lingvistică a localității Dobreanî
     Ucraineană (99,45%)
     Alte limbi (0,55%)
Conform recensământului din 2001, majoritatea populației localității Dobreanî era vorbitoare de ucraineană (99,45%), existând în minoritate și vorbitori de alte limbi.